# Carn Menyn Round Cairn
Carn Menyn Round Cairn ist eine nicht ausgegrabene Megalithanlage ungeklärten Typs (vermutlich ein Kammergrab (englisch chambered tomb)) in Mynachlog-Ddu, bei Newport in Pembrokeshire in Wales.

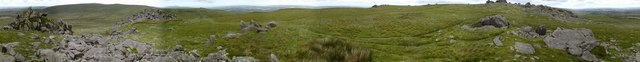
Carn Menyn

Der bis zu 1,5 m hohe am Nordostende abgeflachte Cairn ist eiförmig und misst etwa 13,0 m × 12,0 m. Im Südwesten ist der Cairn ein Trümmerfeld, das in einen Wasserkanal abgefallen ist. Die Nordwestseite der zentralen Kammer, auf der ein etwa 2,7 m × 2,3 m messender bis zu 0,6 m dicker Deckstein ruht, ist eingestürzt. Zwei gespreizte Arme mit Sichtmauerwerk bilden einen mit Trümmern angefüllten möglichen Vorplatz auf der Südwestseite.
In der Nähe befinden sich der Carn Meini Tomb und die Menhire Carn Breseb Pointer, Stone River Stone und Carn Menyn Marker.